# St. Salvator (Binabiburg)

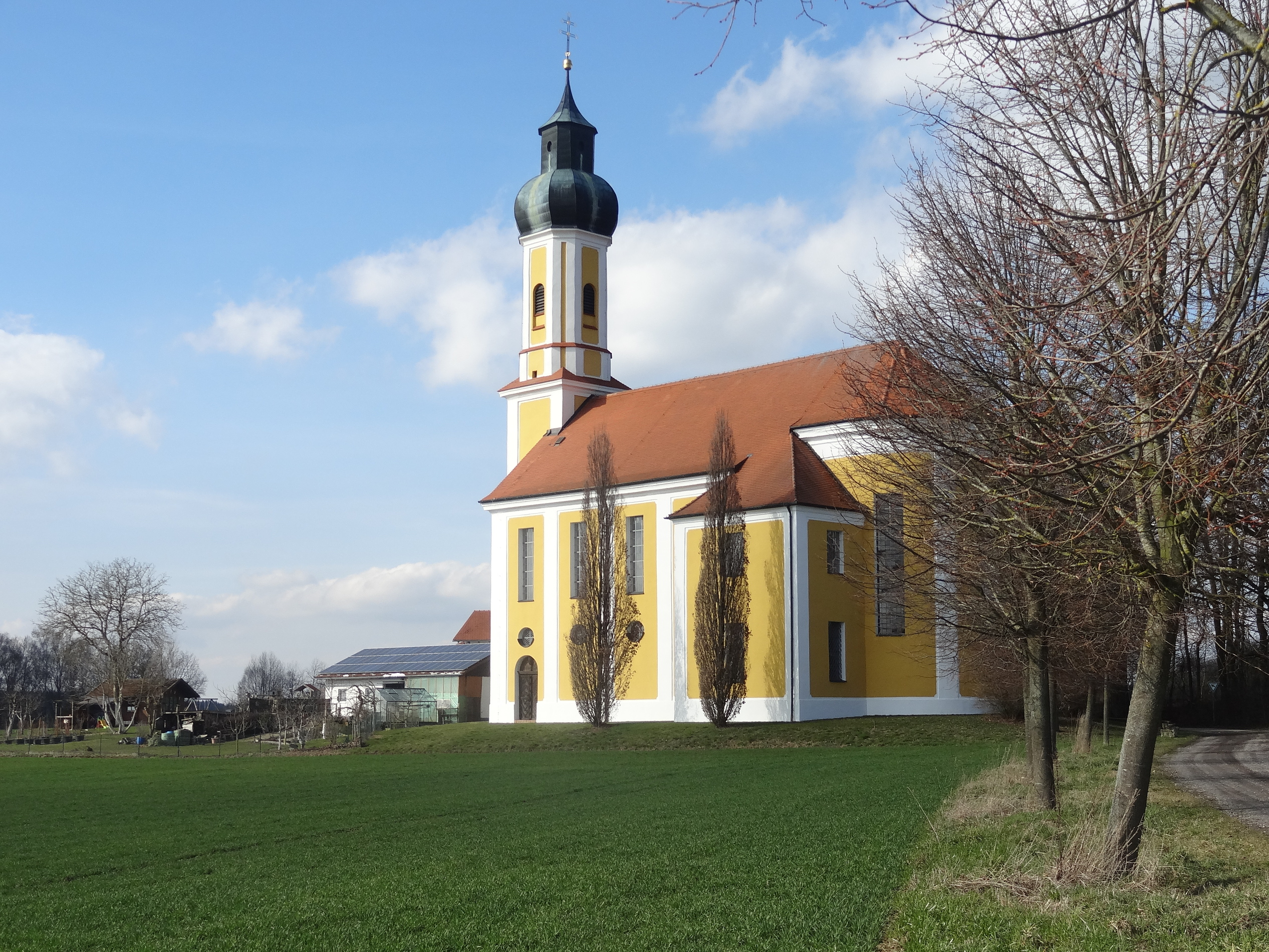
Außenansicht der Wallfahrtskirche St. Salvator von Osten

Die römisch-katholische Wallfahrtskirche St. Salvator (auch St. Salvator auf dem Berg oder Salvatorkirche genannt) bei Binabiburg, einem Ortsteil der Gemeinde Bodenkirchen im niederbayerischen Landkreis Landshut, ist eine barocke Wandpfeilerkirche  mit dem Patrozinium der Hl. Dreifaltigkeit. Sie liegt auf einer Anhöhe über dem Tal der Bina. Das Gotteshaus ist als Baudenkmal mit der Nummer D-2-74-120-19 beim Bayerischen Landesamt für Denkmalpflege eingetragen.

## Geschichte
Die Wallfahrt nach St. Salvator bei Binabiburg sei der Legende nach vor „undenklichen Zeiten“ entstanden, wie auf einem großen Gemälde, das die Binabiburger Wirtin Katharina Kräbinger im Jahr 1632 noch für die Vorgängerkirche stiftete, geschrieben steht. Auf dem alten Herzogenweg, welcher die Burg Trausnitz in Landshut mit der Burg zu Burghausen verband, soll von dem Pferd eines Fuhrmanns im Gebüsch eine Hostie aufgespürt worden sein. Daraufhin rührte sich das Tier nicht mehr von der Stelle. Der Fuhrmann wollte die Hostie ergreifen, doch sie entglitt ihm immer und immer wieder. Der herbeigerufene Pfarrer von Binabiburg holte daraufhin die Hostie in einer Prozession ein, und an der Fundstelle wurde eine Kapelle zu Ehren des Erlösers erbaut. Der Fundort der Hostie ist bis heute durch eine vor dem Altar in den Boden eingelassene Kiste gekennzeichnet.
Die erste Nennung der Salvatorkirche erfolgte im Jahr 1559 in den Matrikeln des Bistums Regensburg. Nur ein Jahr später taucht St. Salvator in der Landbeschreibung und auf der Karte des Philipp Apian auf, 1575 in der Karte des Peter Weiner. Für 1590 sind im Vorgängerbau der heutigen Wallfahrtskirche drei Altäre zu Ehren der Allerheiligsten Dreifaltigkeit (Hochaltar), des heiligen Florian und des hl. Leonhard erwähnt.
Die heutige spätbarocke Wallfahrtskirche wurde in den Jahren 1710 bis 1716 errichtet; die Baukosten wurden aus dem Nachlass des verstorbenen Binabiburger Pfarrers Lorenz Zenelli finanziert. Bei Restaurierungsarbeiten wurde im Chorraum eine mit Feldsteinen befestigte Unterkirche freigelegt, die zu einem Vorgängerbau gehören dürfte. Auf einem angrenzenden Acker wurden bei Grabungen außerdem etwa 120 Votivfunde, überwiegend Arme, Beine und Köpfe aus gebranntem Ton, verzeichnet. Dies lässt auf eine reiche Wallfahrtstradition schließen.
In seinem Testament vom 21. Oktober 1709 verfügte der seinerzeit 70-jährige Pfarrer Zenelli: „Um bei der Menge der täglichen Wallfahrer, Büßer und Pilger, denselben Gelegenheit zu geben, in der Kirche einen Gottesdienst zu haben [...]“, wird auf dem Salvatorberg 1709 ein Priesterhaus (gemeint ist das 2012 abgebrochene Benefiziatenhaus) errichtet, von 1710 bis 1716 eine größere Kirche an Stelle der kleinen unzulänglichen erbaut, und diese mit fünf wöchentlichen Messen ausgestattet. Den Bau der Kirche erlebte Zenelli nicht mehr; er verstarb am 4. Februar 1710 und wurde in der Pfarrkirche von Binabiburg begraben; sein Grabmal ist dort im Chorraum zu finden. Für den Bau der Salvatorkirche kam am 3. Juli 1710 die Genehmigung. Im August desselben Jahres wurde von einem Maurerpolier die alte, zu klein gewordene Kirche bis auf den Chor abgetragen. Dieser wurde allerdings während der Bauzeit belassen, um dort fünfmal wöchentlich die von Zenelli gestifteten Messen lesen zu können. Als Baumeister wurde Dominikus Gläsl ausgewählt. Dieser leitete etwa zeitgleich den Wiederaufbau des Klosters Sankt Veit und wurde 1715 als Hofmaurermeister an das Hochstifts Freising berufen.
Die Grundsteinlegung erfolgte am 10. September 1710. Bereits am 22. Oktober 1710 waren der Chor und ein Teil des Langhauses vollständig aufgemauert und sollten noch im selben Jahr eingedeckt werden. Erst jetzt wurde der Chorraum der alten Kirche abgerissen; die von Zenelli gestifteten Messen wurden in die Binabiburger Pfarrkirche verlegt. Am 14. Juli 1711 waren einem Bericht des Gerzener Pfarrers zufolge der Chor und der vordere Teil des Langhauses fertiggestellt und verputzt, so dass wieder Messen auf dem Salvatorberg gefeiert werden konnten. Das Turmkreuz, ein stattliches „Scheyrer Kreuz“, wurde im Jahr 1715 aufgesetzt, wie eine Inschrift auf demselben besagt. Die endgültige Fertigstellung datiert wohl auf das Jahr 1716. Laut der Beschreibung der Visitation von 1723/24 war die Salvatorkirche zu diesem Zeitpunkt aufgrund von Geldmangel und Schuldenlast noch nicht geweiht, sondern lediglich benediziert. Sie besaß damals zwei Altäre: der Hochaltar war der Hl. Dreifaltigkeit geweiht; außerdem war in der Mitte des Chorraums ein weiterer Altar als Zelebrationsaltar vorhanden.
Im Jahr 1747 wurde eine Dreifaltigkeitsbruderschaft gegründet, die 1755 bereits 2300 Brüder und Schwestern umfasste. Diese wurde im 20. Jahrhundert wiederbelebt, ist aber inzwischen erneut erloschen. 1789 wurde mit dem „Liebesbund“ eine religiöse Vereinigung für Männer eingeführt. Um nach der Säkularisation den Zulauf auf den Salvatorberg wieder zu erhöhen, wurde außerdem 1810 ein „Bündnis zur täglichen Anbetung des Allerheiligsten Altarsakramentes“ gegründet, das insgesamt über 4000 Mitglieder verzeichnete.
Nachdem bereits im Jahr 1757 die ornamentale Ausmalung des Kircheninneren erfolgt war, wurde 1769 auf Anraten der Mönche des Klosters Seemannshausen der Auftrag für die Ausmalung des Deckengewölbes an Anton Scheitler aus Eggenfelden vergeben. Es thematisiert die Gründungslegende der Kirche und stellt diese in Bezug zum und unter den Schutz des Trinitarierordens.
Wie von alters her überliefert, werden bis heute zwei Tage auf dem „Herrenberg“ mit besonderer Festlichkeit begangen: das Patrozinium am Dreifaltigkeitssonntag und der vierte Sonntag im September um Michaeli. Bis zum Jahr 1864 fanden an diesen beiden Tagen jeweils auch weltliche Feste mit Marktbetrieb statt. Diese wurden jedoch auf Anraten des Binabiburger Pfarrers wegen des großen Andrangs und Lärms eingestellt. Zuletzt wurden von Frühjahr 2014 bis Mai 2015 Renovierungsmaßnahmen im Außen- und Innenbereich durchgeführt.

## Architektur

### Würdigung
Der Historiker Benno Hubensteiner führt zur kunstgeschichtlichen Bedeutung der Salvatorkirche aus: „In der lichtdurchwirkten barocken Wandpfeilerkirche begegnen sich Himmel und Erde, es handelt sich um den bedeutendsten Barockbau des Altkreises Vilsbiburg.“ Dabei bezieht er sich vermutlich auf den weiten, lichten Raum, auf das Tonnengewölbe mit zahlreichen Stuckornamenten und Deckengemälden sowie auf die übrige barocke Ausstattung. Dadurch entsteht – ganz dem barocken Zeitgeist entsprechend – eine Art Theatrum sacrum, das dem einfachen Volk Glaubensinhalte anschaulich zu vermitteln vermochte.
Der Bau weist zahlreiche, für den Baumeister Dominikus Gläsl typische Merkmale auf. So ist beispielsweise der Außenbau bis auf die rechteckigen Fensteröffnungen und dazwischenliegende, breite Lisenen weitgehend ungegliedert und wirkt dementsprechend klobig. Das Innere jedoch strahlt durch eine gekonnte Lichtführung in Verbindung mit der Pfeileranordnung eine rhythmische Spannung aus. Charakteristisch ist auch das edel geschnittene, reich profilierte Gebälk über den Pilastern, die den Wandpfeilern vorgeblendet sind.

### Außenbau
Der Außenbau der nach Osten ausgerichteten, gelb getünchten Wandpfeilerkirche ist durch einfache, weiße Lisenen, die mit den Wandpfeilern innen korrespondieren, gegliedert. Diese teilen das Langhaus in vier Joche, den Chor in ein Joch und einen halbrunden Chorschluss, den die Lisenenbänder in drei Segmente teilen. Die Fensteröffnungen sind rechteckig ausgeführt. Das Langhaus und der leicht eingezogene Chor sind unter einem gemeinsamen Satteldach vereinigt.
Auf der Westseite ist mittig der Turm angebaut. Er weist dieselbe Lisenengliederung wie die übrigen Baukörper auf. Der Unterbau über quadratischem Grundriss besitzt drei Geschosse. Darüber verjüngt sich der Turm zu einem achteckigen Aufsatz, der den Glockenstuhl und die Schallöffnungen enthält. Zuoberst befindet sich eine Zwiebelkuppel mit Laterne, die von Turmkugel und Doppelkreuz bekrönt wird.
An das Chorjoch sind auf der Nordseite zwei gleich große Anbauten gefügt. Der südliche enthält die Sakristei, darüber ein geräumiges Oratorium (Kirchenbau). Im Obergeschoss des nördlichen Anbaus ist die Chororgel untergebracht. Außerdem befindet sich an der Nordseite des Langhauses ein weiterer Anbau, die kreuzgewölbte Vorhalle. Zwischenzeitlich war diese zu einer Kapelle zu Ehren der heiligen Theresia vom Kinde Jesu umgewandelt worden, heute dient sie lediglich als Vorraum zum Hauptportal. Ein weiteres, heute ungenutztes Portal befindet sich gegenüber auf der Südseite, ebenfalls im rückwärtigen Langhausjoch.

### Innenraum
Das vierjochige Langhaus wird von den kräftigen Wandpfeilern dominiert, welche die von kleinen Rundfenstern beleuchteten  Seitenkapellen voneinander abtrennen. Diese werden etwa in halber Höhe von Emporen geteilt, die in Verbindung mit der Orgelempore im rückwärtigen Langhausjoch das gesamte Kirchenschiff umlaufen. Die Emporenräume werden durch große hochrechteckige Fenster beleuchtet, welche die Hauptlichtzufuhr für das Langhaus sind und für eine gelungene Lichtführung sorgen. Auch der Chorraum enthält hohe, rechteckige Fenster. Langhaus und Chor werden von einem Tonnengewölbe mit Stichkappen überspannt. Die Jochtrennung erfolgt durch Gurtbögen. Die Seitenkapelle und die Emporenräume sind jeweils von kurzen Quertonnen überwölbt.
Die Orgelempore mit geknickter Brüstung ruht auf zwei Säulen toskanischer Ordnung. In dem einjochigen Chorraum mit halbrunder Apsis befinden sich über der Sakristei und über dem nördlichen Kapellenanbau jeweils Oratorien. Die Wandpfeiler sind auf drei Seiten von verkröpften Vorlagen ummantelt. Die Stirnseiten der Wandpfeiler zeichnen sich wie der Chorbogen durch kannelierte Pilastervorlagen mit korinthisierenden Kapitellen aus.

## Ausstattung

### Stuck und Deckengemälde
An der Langhausdecke befindet sich ein großes, figurenreiches Fresko mit eigenwilliger Komposition. Es zeigt die Gründungslegende der Wallfahrtskirche unter dem Schutz des Trinitarierordens und der Heiligen Dreifaltigkeit. Zwischen die Szene der Hostienauffindung und die göttliche Erscheinung treten vermittelnd Ordensangehörige, die Skapuliere verleihen. Dies wird durch einen schwebenden Fanfarenengel verkündet. Der Auftrag für das Deckengemälde wurde – nicht wie früher angenommen, gemeinsam mit der Stuckierung – im Jahr 1769 an den Eggenfeldener Maler Anton Scheitler vergeben.
Das Gewölbe in Chor und Langhaus ist außerdem mit ornamentalem Stuck reich verziert. Während anderswo filigranes Rankwerk dominiert, befinden sich in den Stichkappen verschiedene Kartuschen mit Rokokorahmenwerk. Am Chorbogen ist ein Trinitarierkreuz in den Farben Rot und Blau zu sehen. An der Westwand befindet sich eine Malerei mit Vorhangdraperien und Gitterwerk. Außerdem sind links und rechts der Orgel zwei Orgelwerke abgebildet. Die ornamentale Ausmalung besorgte der Maler Georg Andre Zehler aus Furth im Wald um 1757.

### Hochaltar
Der barocke Hochaltar wurde 1723 von dem Vilsbiburger Bildhauer Johann Paul Wagner geschaffen. Im Jahr 1756 erhielt er durch Georg Andre Zehler aus Furth im Wald seine marmorierte Fassung. Der neoromanische Tabernakel und das von dem Münchner Historienmaler Friedrich Hohfelder geschaffene Altarblatt mit einer Darstellung der Hl. Dreifaltigkeit als sogenannter Gnadenstuhl stammen aus dem Jahr 1860. Diese werden von zwei Rundsäulen und vier schräg gestellten Pilastern flankiert. In dem von Volutenpilastern gerahmten Auszugsbereich befindet sich – umgeben von einem Strahlenkranz mit zwölf Engelsköpfen – das Jesusmonogramm JHS. Besonders eindrucksvoll ist der in Blau, Silber und Gold gefasste Brokatvorhang nach Manier der Brüder Asam. Über den seitlichen Durchgängen befinden sich seltene figürliche Darstellungen der Gründungsheiligen des Trinitarierordens, Felix von Valois (links) und Johannes von Matha (rechts).

### Seitenaltäre
Die beiden als Pendants gestalteten Seitenaltäre in den vorderen Seitenkapellen des Langhauses stammen aus der Zeit um 1735 und stehen stilistisch am Übergang zwischen Barock und Rokoko. Sie besitzen viersäulige Aufbauten. Anstelle der Altarblätter befinden sich Holzbilddarstellungen: am nördlichen Seitenaltar sind eine originelle, volkstümliche Darstellung des heiligen Florian und im Auszug die Mantelteilung des heiligen Martin zu sehen; am südlichen Seitenaltar sind der heilige Leonhard und im Auszug der heilige Rochus dargestellt.

### Kanzel
Die Kanzel wurde in der Zeit um 1730 geschaffen und stammt vermutlich aus einer anderen Kirche, vermutlich aus der Gegend um Abensberg. Es handelt sich um eine übermalte Intarsienarbeit. Der polygonale Korpus ist mit Eckvoluten sowie Ornamenten in Form von Laub- und Bandelwerk verziert. An den Seiten befinden sich Bilder der vier lateinischen Kirchenväter und des Christus Salvator. Auf der Unterseite des mit Voluten besetzten Schalldeckels befindet sich eine Darstellung der Heilig-Geist-Taube.

### Orgeln
Die Salvatorkirche besitzt zwei Orgeln. Die ältere wurde im Jahr 1747 von dem Orgelbauer Anton Bayr aus München errichtet. Das Schleifladeninstrument mit Blasebalg ist in einem kunstvollen Prospekt mit Muschelwerk im Stile des frühen Rokoko untergebracht. Es befindet sich auf der Orgelempore im rückwärtigen Bereich des Langhauses und umfasst insgesamt neun Register auf einem Manual und Pedal. Die Disposition lautet wie folgt:
| I Manual      |       |
| Coppel        | 8′    |
| Prinzipal     | 4′    |
| Flöte         | 4′    |
| Quint         | 2 ⁄3′ |
| Octav         | 2′    |
| Quint         | 1 ⁄3′ |
| Mixtur II–III | 1′    |

| Pedal    |     |
| Subbaß   | 16′ |
| Octavbaß | 8′  |

Außerdem ist in dem Oratorium, das nördlich am Presbyterium angebaut ist, eine bewegliche Orgel untergebracht. Diese wurde 1995/1996 von Manfred Wittensöldner aus Aholming erbaut. Sie umfasst insgesamt fünf Register auf einem Manual mit angehängtem Pedal. Die Disposition der Chororgel lautet wie folgt:
| I Manual  |       |
| Gedeckt   | 8′    |
| Rohrflöte | 4′    |
| Prinzipal | 2′    |
| Quinte    | 1 ⁄3′ |

| Pedal  |     |
| Subbaß | 16′ |

### Glocken
Bis in das 20. Jahrhundert hinein befanden sich stets drei Glocken auf dem Turm der Salvatorkirche. Die beiden älteren waren 1747 von Johann Peter Graß in Landshut gegossen worden und trugen Reliefdarstellungen des heiligen Johannes bzw. der Gottesmutter mit Kind. Eine weitere Glocke goss im Jahr 1812 Johann Georg Stecher aus Burghausen. Diese wurde am 31. Juli 1918 von der Militärregierung für Kriegszwecke im Ersten Weltkrieg beschlagnahmt. Bereits ein Jahr zuvor mussten auf Geheiß der Militärregierung vier der fünf Glocken der Pfarrkirche abgegeben werden. Nach dem Krieg ließ der Binabiburger Pfarrer die beiden verbliebenen Glocken der Bergkirche im Glockenstuhl der Pfarrkirche aufhängen, da man sich keine neuen Glocken leisten konnte. Im Gegensatz zu den übrigen Glocken blieben diese beiden aufgrund ihres hohen Alters auch im Zweiten Weltkrieg von der Beschlagnahmung verschont, sodass sie noch nicht im Turm der Pfarrkirche läuten.
In der Bergkirche tat stattdessen bis 1991 ein einzelnes Glöcklein, das aus der Hofkapelle in Litzelkirchen stammte, seinen Dienst an den wenigen Tagen, an denen noch Gottesdienst auf dem Salvatorberg gefeiert wurde. Gleichzeitig fügte sich die Leonhardiglocke (Schlagton c2), die 1952 als Glocke Nr. 1236 von Johann Hahn aus Landshut für die Binabiburger Pfarrkirche gegossen wurde, schlecht in deren Geläut ein. Deshalb wurde diese 1991 in die Bergkirche verbracht und mit zwei am 25. Juli 1991 neu gefertigten Glocken der von Rudolf Perner zu einem dreistimmigen Geläut mit der Tonfolge b1–c2–es2 ergänzt. Dieses war durch mehrere großzügige Spenden von Pfarrangehörigen finanziert worden. Das heutige Geläut lautet:
| Nr. | Name         | Gussjahr | Gießer                | Gewicht [kg] | Schlagton | Aufschrift                       |
| --- | ------------ | -------- | --------------------- | ------------ | --------- | -------------------------------- |
| 1.  | St. Anna     | 1991     | Rudolf Perner, Passau | 420          | b1        | Hl. Anna, führe uns zu Christus  |
| 2.  | St. Leonhard | 1952     | Johann Hahn, Landshut | 167          | c2        | In honorem sancti Leonhard       |
| 3.  | St. Klara    | 1991     | Rudolf Perner, Passau | 170          | es2       | Hl. Klara, schütze unsere Heimat |

Seit der Kirchenrenovierung 1992 wird im Sommerhalbjahr 14-täglich eine heilige Messe in der Bergkirche gehalten, zu der das neue Geläut feierlich einlädt.